# 不等海扇蛤
不等海扇蛤（学名：Chlamys inaequivalvis）为海扇蛤科錦海扇蛤屬下的一个种。

## 扩展阅读
- 图片